# Sivry-Ante
 Sivry-Ante  es una comuna y población de Francia, en la región de Champaña-Ardenas, departamento de Marne, en el distrito de Sainte-Menehould y cantón de Givry-en-Argonne. Tiene dos pueblos: Sivry y Ante.
Su población en el censo de 1999 era de 187 habitantes.
Está integrada en la Communauté de communes de la Région de Givry-en-Argonne.

## Demografía
| 219 | 205 | 177 | 176 | 177 | 187 |
| Para los censos de 1962 a 1999 la población legal corresponde a la población sin duplicidades (Fuente: INSEE [Consultar]) |     |     |     |     |     |

## Galería

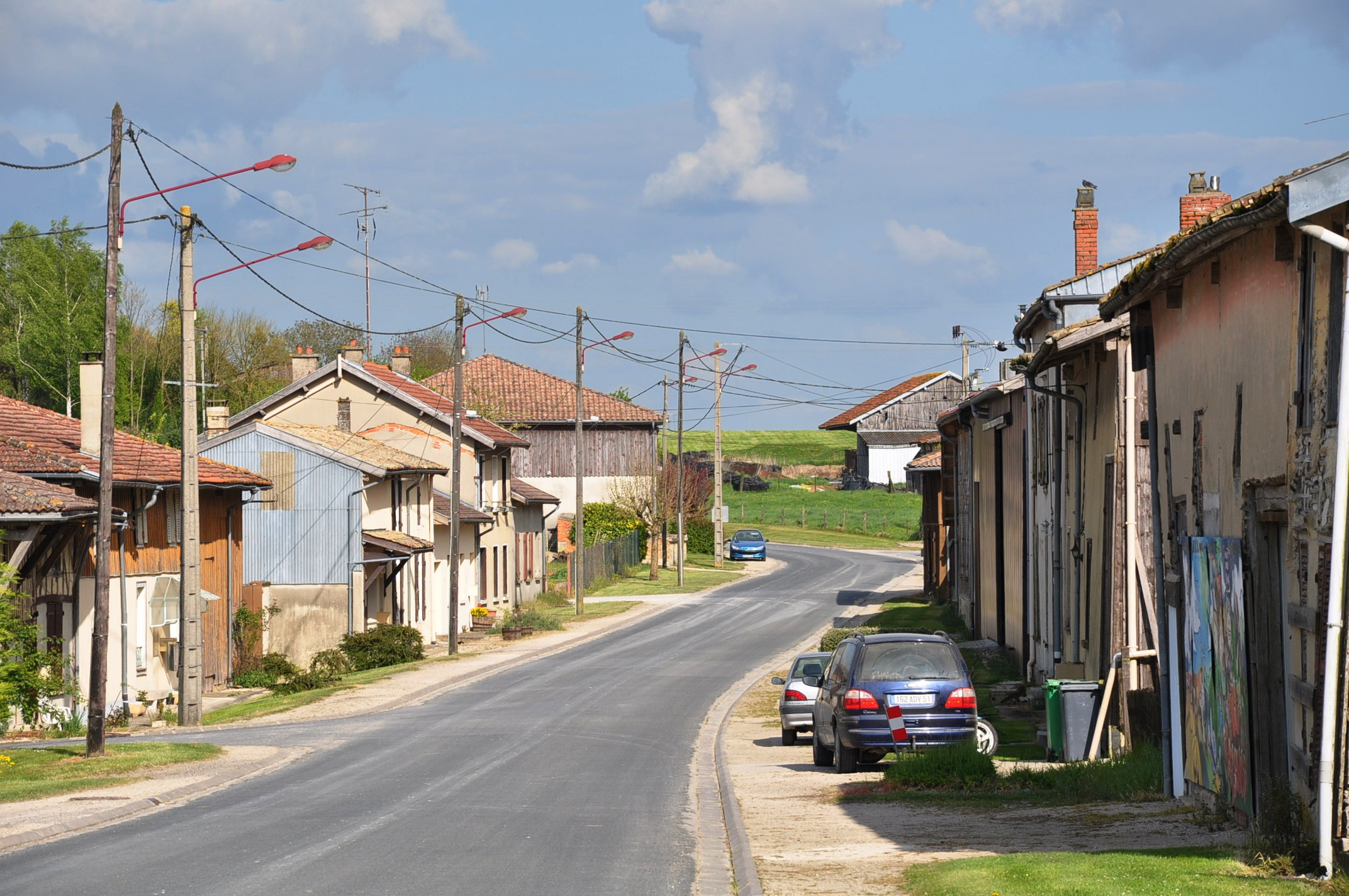
Sivry
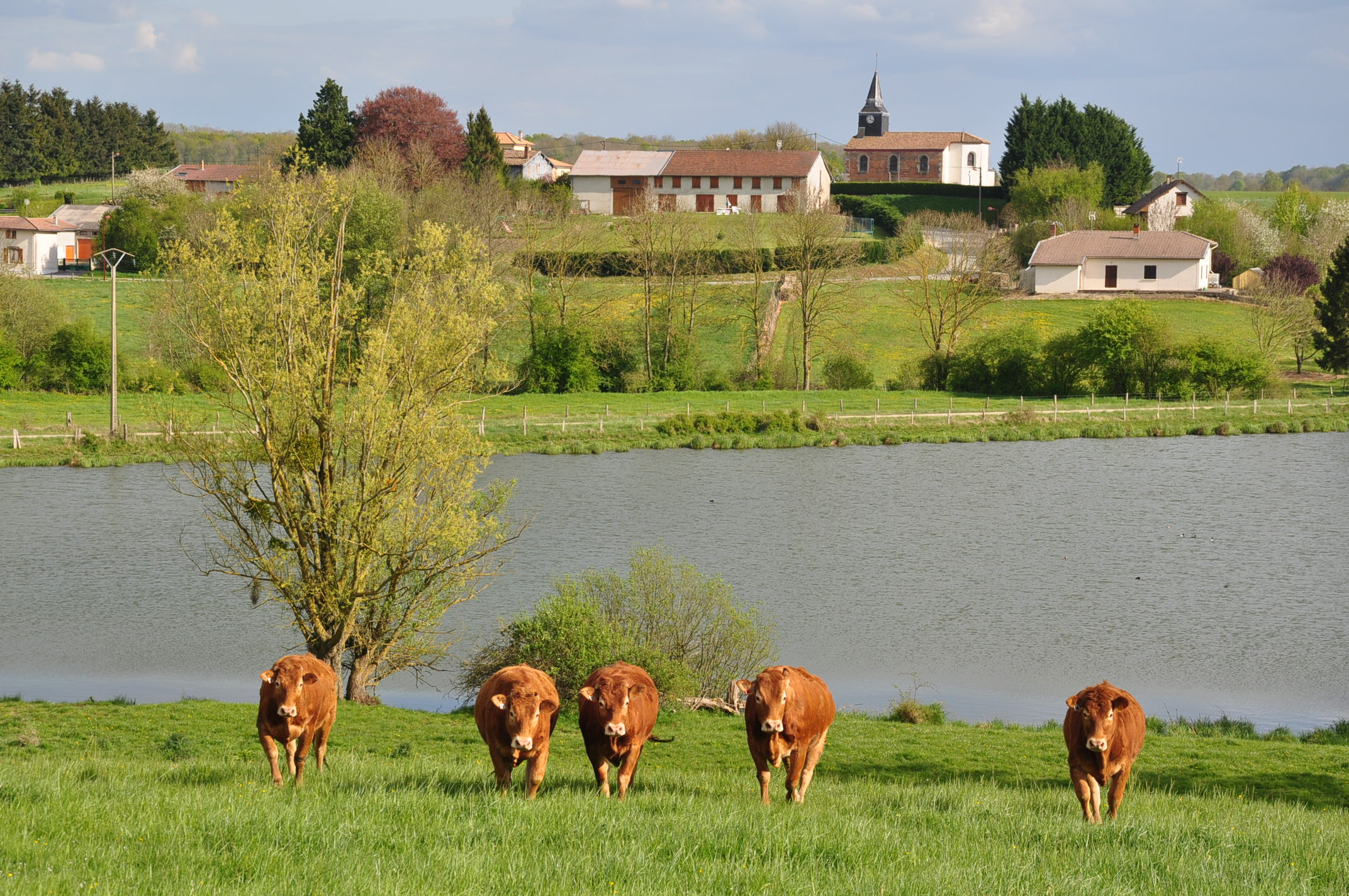
Ante
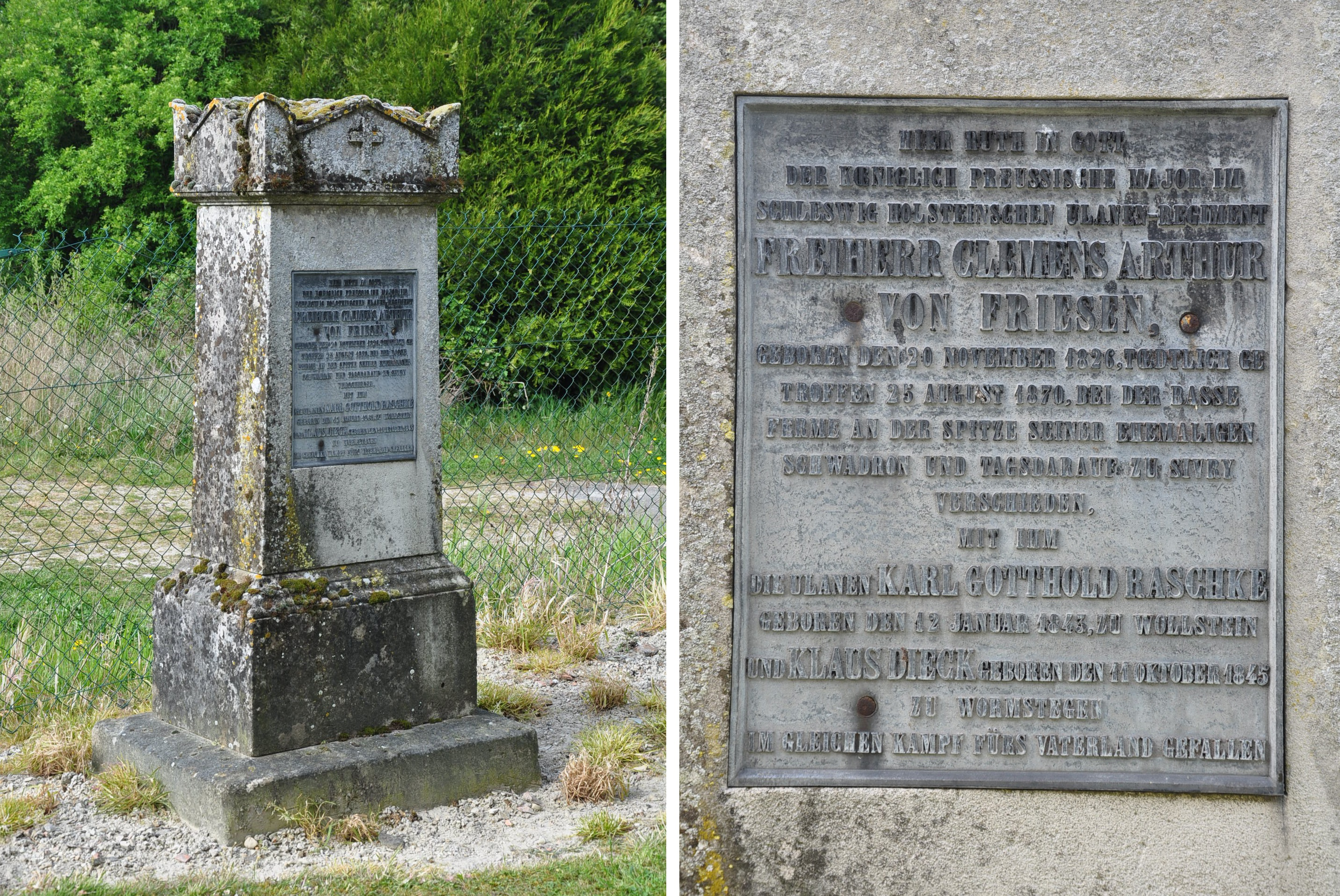
Tumba de 1870 en Sivry
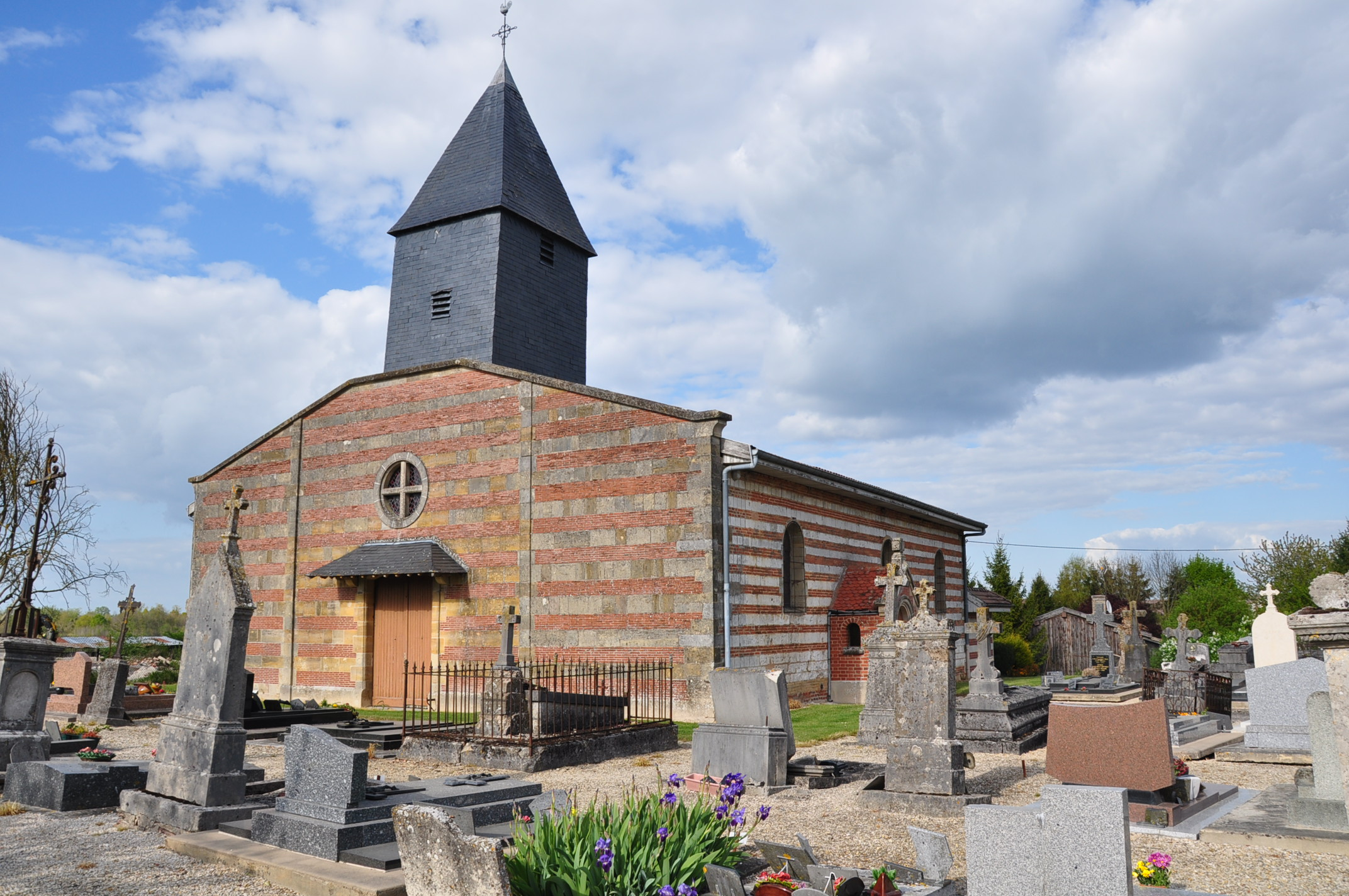
Iglesia de Sivry